# Smurfing
Smurfing (auch Structuring) ist im Finanzwesen der Anglizismus für den Versuch, einen Straftatbestand dadurch zu verschleiern, dass gesetzlich vorgegebene erlaubte Schwellen- oder Höchstbeträge bei einer Finanztransaktion nicht überschritten werden, weil die Transaktion in mehrere kleinere Transaktionen und/oder auf mehrere Wirtschaftssubjekte aufgeteilt wird.

## Allgemeines
Der Begriff des „Smurfing“ bezieht sich auf die „Schlümpfe“ (englisch smurfs), 1959 von Peyo geschaffene Comicfiguren, die gewitzt Abenteuer überstehen. Im Finanzwesen tauchte der Begriff zusammen mit „Structuring“ erstmals bei der Geldwäsche auf. Beide werden uneinheitlich verwendet, wobei Structuring meist die Aufteilung eines großen Geldbetrages in mehrere kleinere Teilbeträge und Smurfing die Aufteilung dieser Teilbeträge auf mehrere Personen (Strohmänner) bedeutet.

## Rechtsfragen

### Rechtsgrundlage
Rechtsgrundlage ist das Geldwäschegesetz (GWG), das in allen EU-Mitgliedstaaten mit leichten nationalen Modifikationen gilt. Barzahlungen, Lastschriften, Überweisungen oder andere Zahlungsinstrumente werden dort als Transaktionen bezeichnet. Transaktion im Sinne des § 1 Abs. 5 GWG ist oder sind „eine oder, soweit zwischen ihnen eine Verbindung zu bestehen scheint, mehrere Handlungen, die eine Geldbewegung oder eine sonstige Vermögensverschiebung bezweckt oder bezwecken oder bewirkt oder bewirken.“

### Schwellen- und Höchstbeträge
Schwellenbeträge sind nach § 10 Abs. 3 Nr. 2 GWG 
- 1.000 Euro bei „Geldtransfers“ gemäß Art. 3 Nr. 9 Verordnung (EU) 2015/847 vom 20. Mai 2015 über die Übermittlung von Angaben bei Geldtransfers und zur Aufhebung der Verordnung (EU) Nr. 1781/2006, die im Auftrag eines Auftraggebers zumindest teilweise auf elektronischem Wege über einen Zahlungsdienstleister mit dem Ziel durchgeführt werden, einem Zahlungsempfänger über einen Zahlungsdienstleister einen Geldbetrag zur Verfügung zu stellen, unabhängig davon, ob es sich bei Auftraggeber und Zahlungsempfänger um dieselbe Person handelt, und unabhängig davon, ob es sich beim Zahlungsdienstleister des Auftraggebers und dem Zahlungsdienstleister des Zahlungsempfängers um ein und denselben handelt, einschließlich 
  - Überweisungen im Sinne des Art. 2 Nr. 1 Verordnung (EU) Nr. 260/2012 vom 14. März 2012 zur Festlegung der technischen Vorschriften und der Geschäftsanforderungen für Überweisungen und Lastschriften in Euro und zur Änderung der Verordnung (EG) Nr. 924/2009 Verordnung (EU) Nr. 260/2012;
  - Lastschriften im Sinne des Art. 2 Nr. 2 der Verordnung (EU) Nr. 260/2012;
  - nationale oder grenzüberschreitende Finanztransfers im Sinne des Art. 4 Nr. 13 Richtlinie 2007/64/EG vom 13. November 2007 über Zahlungsdienste im Binnenmarkt, zur Änderung der Richtlinien 97/7/EG, 2002/65/EG, 2005/60/EG und 2006/48/EG sowie zur Aufhebung der Richtlinie 97/5/EG oder
  - Transfers, die mit einer Zahlungskarte, einem E-Geld-Instrument, einem Mobiltelefon oder einem anderen im Voraus oder im Nachhinein bezahlten digitalen oder IT-Gerät mit ähnlichen Merkmalen durchgeführt werden.
- 2.500 Euro als Gegenwert von Sorten (§ 25k Abs. 1 KWG).
- 10.000 Euro bei Gütergeschäften (§ 10 Abs. 6a GWG).
- 12.500 Euro bei Auslandsüberweisungen als Meldepflicht gemäß § 67 AWV.
- 15.000 Euro bei sonstigen Transaktionen und Übertragungen von Kryptowerten.

Die über diese Schwellenbeträge hinausgehenden Zahlungen müssen durch die Wahrnehmung von Identifikations-, Dokumentations- und Meldepflichten festgehalten oder gemeldet werden.

## Organisatorische Aspekte
Bei den Kreditinstituten eingesetzte Systeme zur automatischen Erkennung von Geldwäsche verfügen heute über Algorithmen, um Smurfing zu erkennen. Außerhalb des Bankenmarkts – und damit ohne Überwachung durch die Bankenaufsicht – finden Finanztransaktionen durch Hawala oder bei Kryptowährungen statt, ohne dass ein Smurfing/Structuring erforderlich ist. Bei Kryptowährungen können Coinmixer zudem die Herkunft der Coins verschleiern und gleichzeitig mehrere kleinere Einzahlungen auf das Zielwallet auslösen.
Smurfing/Structuring gehören innerhalb der Geldwäsche zur ersten Phase der Einspeisung (englisch placement) von Schwarzgeld durch Bareinzahlung von Bargeld auf Girokonten und hierdurch Umwandlung in Buchgeld in das Bankensystem oder auf dem Gütermarkt/Immobilienmarkt. Die zweite Phase verschleiert die Herkunft des Geldes durch umfangreiche Finanztransaktionen mittels Aufteilung in Briefkastengesellschaften, Briefkastenbanken oder Offshore-Finanzplätze in mehreren Staaten. Die dritte Phase der Integration (englisch investment) lässt die Herkunft des Geldes nicht mehr nachweisen, die Täter besitzen legale Kapitalanlagen.
Kleine Beträge lösen meist geringeren Verdacht aus als größere Beträge. Das Erkennen von Smurfing/Structuring ist in der Praxis schwierig. Allein im Bankwesen können zu unterschiedlichen Zeiten, bei unterschiedlichen Bankangestellten in verschiedenen Bankfilialen oder verschiedenen Instituten unterschwellige Bareinzahlungen vorgenommen oder Käufe (etwa Edelmetalle) getätigt werden. Zudem sind Einzahlungen auch über Geldautomaten möglich, die keinen persönlichen Kontakt zu Bankangestellten erfordern.

## Ähnliche Techniken
- Luftbuchung: Scheinbuchungen, meist zyklisch, um einen höheren Umsatz vorzutäuschen.